# Керле, Карл
Карл Керле (Karl Kehrle), также известный как брат Адам (3 августа 1898, Биберах-ан-дер-Рис, Тюбинген — 1 сентября 1996, Buckfast Abbey, Юго-Западная Англия) — британский пчеловод, бенедиктинский монах.
Его мать определила его в английский монастырь в возрасте 12 лет в 1910 году. В 1915 году он стал монастырским пчеловодом и занялся выведением пчёл.
C 1964 года член правления Интернациональной пчелоисследовательской ассоциации.

## Награды
Орден Британской империи (1973), орден «За заслуги перед Федеративной Республикой Германия» (1974).
Почётный доктор Шведского университета сельскохозяйственных наук (1987) и Эксетерского университета (1989).